# Oreopanax superoerstedianus
Oreopanax superoerstedianus là một loài thực vật có hoa trong Họ Cuồng cuồng. Loài này được M.J.Cannon & Cannon mô tả khoa học đầu tiên năm 1989.